# 요시카와역 (사이타마현)
요시카와역(일본어: 吉川駅, よしかわえき)은 일본 사이타마현 요시카와시에 있는 철도역이다.

## 역 구조
상대식 승강장 2면 2선의 고가역.
역 업무는 JR동일본 스테이션 서비스에 위탁한다. 지정석 매표기, 자동 개찰기가 모두 설치된 역.

### 승강장
| 1 | ■ 무사시노 선 | 무사시우라와・니시코쿠분지・후추혼마치 방면                                     |
| 2 | ■ 무사시노 선 | 신마쓰도・니시후나바시・■ 게이요 선에 직결 운행 도쿄(쾌속)・가이힌마쿠하리 방면 |

## 역세권 정보
- 나카가와 강
- 사이타마 현립 요시카와 고등학교
- 요시카와 시청
- 요시카와 우체국, 역전 우체국

## 역사
- 1973년 4월 1일: 영업 개시.
- 1987년 4월 1일: 일본 철도 민영화로 JR동일본의 역이 됨.
- 2001년 11월 18일: IC카드 Suica 공용 개시.
- 2007년 3월 17일: 지정석 매표기 가동 개시.
- 2012년 5월 31일: 미도리창구 영업 종료.

## 사진

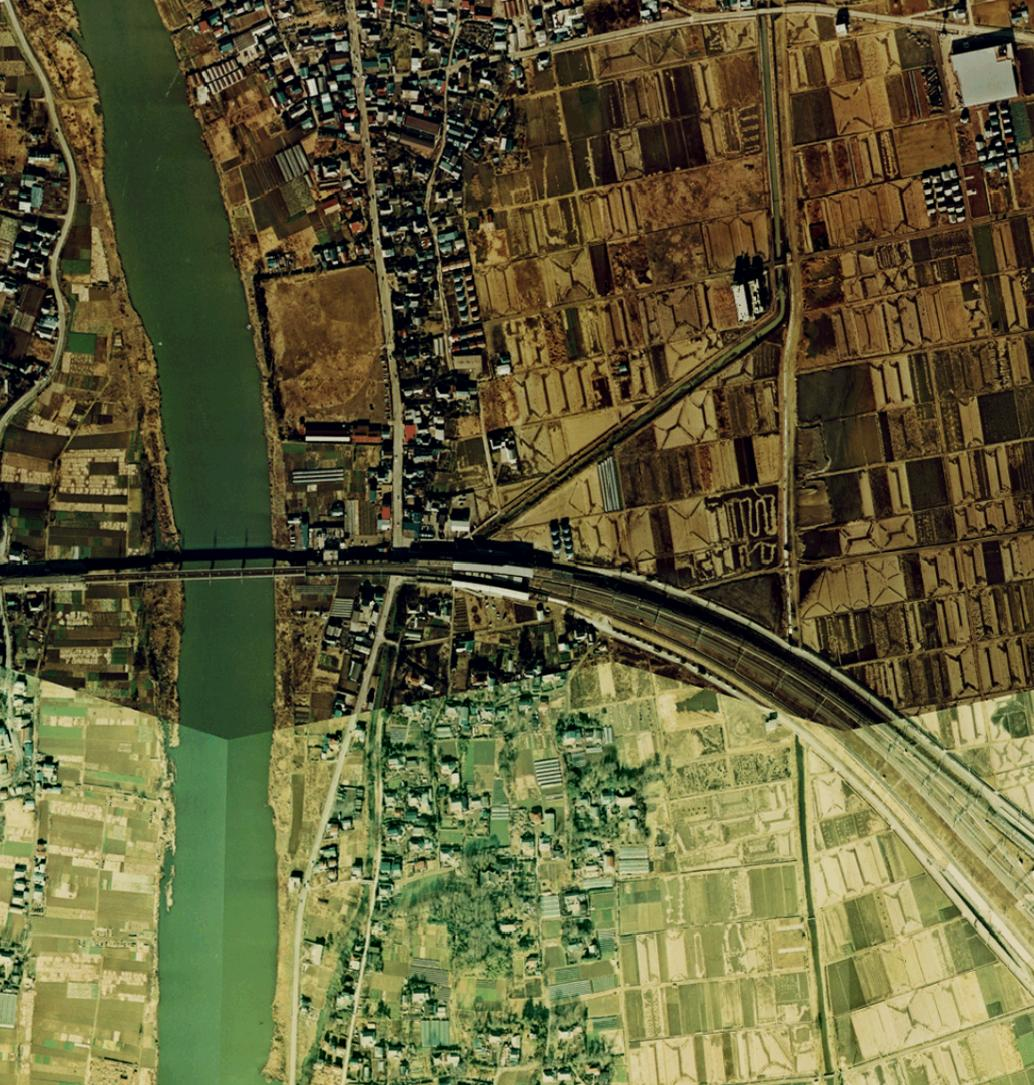
요시카와 역을 찍은 위성사진(1974년)

## 인접역
| 동일본 여객철도 ■ 무사시노 선       | 동일본 여객철도 ■ 무사시노 선 | 동일본 여객철도 ■ 무사시노 선                          |
| ----------------------------------- | ----------------------------- | ------------------------------------------------------ |
| 고시가야 레이크타운 후추혼마치 방면 | 쾌속・보통                    | 요시카와미나미 니시후나바시, 도쿄, 가이힌마쿠하리 방면 |